# Ndao
Ndao (indonez. Pulau Ndao) – wyspa w Indonezji w archipelagu Małych Wysp Sundajskich, na zachód od Rote.